# Bombolla puntcom
La bombolla puntcom (també coneguda com la Bombolla d'Internet i la Bombolla de la tecnologia de la informació) fou un període de creixement en els valors econòmics de les empreses dedicades als serveis i continguts web a Internet, que va tenir lloc, aproximadament, entre l'any 1995 i el 2000 en els països occidentals.
Un dels motius principals de la creació ininterrompuda d'empreses vinculades a Internet va ser que veien que el preu de les seves accions es disparava tan sols afegint al nom de l'empresa el prefix ‘e-' i/o un ‘.com' al final. D'aquí prové la denominació empreses puntcom que se'ls hi va donar a totes elles.

## Panorama econòmic i financer
Amb el desenvolupament de les tecnologies informàtiques, els mercats financers es van globalitzar, passant a formar part d'un mercat interdependent operat per xarxes informàtiques a temps real. Aquesta transformació va crear unes regles de joc que proporcionaren el capital necessari per finançar nous projectes empresarials. Les baixes taxes d'interès durant el 1998-1999 va ajudar a augmentar les quantitats de capital disponibles. El model de negoci puntcom es va basar en l'aprofitament dels efectes de xarxa operant a una pèrdua sostinguda per construir quota de mercat. És a dir, aquestes empreses oferien els seus serveis o producte final de franc amb l'expectativa que es generaria el coneixement de marca suficient per carregar les taxes de rendibilitat dels seus serveis més tard.
Per tant, moltes de les empreses que es creaven es feien amb la intenció de monopolitzar malgrat sabien que la majoria tindrien grans pèrdues i acabarien desapareixent. Tot i així, alguns d'aquests fundadors van obtenir grans fortunes quan les seves companyies van ser comprades en els inicis de la bombolla. La premsa americana va anunciar que un gran nombre sense precedents de persones començaven a deixar les seves feines per convertir-se en inversors a temps complet.
Per tant, la combinació del gran capital de risc disponible amb el ràpid augment dels preus de les accions, la confiança del mercat que les empreses adquiririen beneficis en un futur i les promeses de grans guanys amb baixa inversió, va crear un entorn en el qual molts inversors estaven disposats a passar per alt les mètriques tradicionals com el P/E ràtio a favor de la confiança en els avenços tecnològics. Per exemple, aquestes empreses van veure créixer enormement la seva base de clients patint grans pèrdues anuals a la vegada (Google i Amazon.com no van obtenir beneficis en el seu primer any), però la teoria de les puntcom era la de sobreviure a base d'expandir la seva base d'usuaris el més ràpid possible per que el preu de les seves accions pugés.
Les campanyes publicitàries (a la televisió, amb cartells, en esdeveniments esportius...) van ser una de les vies principals d'expansió. Molts dels noms que les puntcom escollien es basaven en onomatopeies sense sentit, amb l'esperança que fossin fàcils de recordar i de distingir-se de la competència. Les ciutats arreu dels Estats Units volien convertir-se en les ‘noves Silicon Valley' construint edificis per a les oficines de les puntcom i atraure emprenedors. De la mateixa manera, es van endeutar, també, al voler millorar el seu servei amb equipaments i cables de fibra òptica. A Europa també es va produir aquest deute, però en un grau inferior, especialment a Alemanya, Itàlia i el Regne Unit.

## Els dominis d'or
Així doncs, convertir-se en propietari d'un determinat domini d'Internet, era fer un bon negoci si s'aconseguia vendre a bon preu. L'any 1996, es van realitzar transaccions importants com la del domini tv.com, que fa ser adquirit per CNET per 15.000 dòlars. Tot i així, el 1997 les xifres van pujar encara més i una companyia texana va comprar bussiness.com per 150.000 dòlars. A partir d'aquí, i de forma paral·lela a l'augment del valor de les accions, les xifres pagades per alguns dominis també va anar a l'alça. Entre els casos més destacats fins a l'any 2000 trobem:
- altavista.com, adquirida per Compaq per 3,3 milions de dòlars l'agost de 1998.
- wine.com, que va costar 2,9 milions de dòlars a Virtual-Vineyard.
- autos.com va passar a mans de CarsDirect.com per 2,2 milions de dòlars.
- business.com, per la que eCompaniesVentureGroup va pagar 7,5 milions.

El boom va arribar el 1999 a cuotes encara més espectaculars, els títols de companyies puntcom seguien la seca desenfrenada carrera i les milionaries operacions de compra o llançament de noves companyies d'Internet succeïen sense descans.

## Augment d'usuaris a la xarxa
La bombolla puntcom va anar unida d'un augment dels usuaris a la xarxa. Segons Media Metrix, l'any 1996 el percentatge de llars nord-americans connectats a Inernet era d'un 10% i el nombre d'usuaris ratllava els vint milions. Van ser uns inicis fluixos en aquest sentit, ja que Internet en aquells moments era només una prometedora tecnologia per la que, d'un dia per l'altre, si van fer guanys milionaris a baixa inversió gràcies a una filosofia especulativa.

## Els protagonistes de la Bombolla
1. La World Wide Web (WWW)

La primera web de la història, creada per Tim Berners-Lee el 6 d'agost de 1991. Se'l pot catalogar com un dels que van encendre la flama de la bombolla, ja que, el 30 d'abril de 1993 el CERN va anunciar que la World Wide Web passava a ser de domini públic. Al final d'aquell any milers de propietaris d'ordinadors personals de tot el món tenien instal·lat un navegador, i la xifra no parava de créixer.
1. Mosaic

El 22 d'abril de 1993 va néixer Mosaic, el primer navegador web gràfic per ordinadors que utilitzessin el sistema operatiu Windows. Va ser desarrolat al National Center for Supercomputing Applications de la National Science Foundation (NSF) dels EUA, ubicat a la Universitat d'Illinois. Els creadors van ser Marc Andreessen i Eric Bina.
1. Netscape

Creada l'abril de 1994 per Marc Andreessen i Jim Clark. En poc temps, es va convertir en el navegador per excel·lència utilitzat per la majoria d'usuaris d'Internet, amb un domini absolut durant els anys 1996 i 1997. La sortida a Borsa de Netscape el 9 d'agost de 1995 és considerada com l'inici del boom de les accions de companyies d'Internet.
1. Yahoo!

Pàgina creada el 1994 per dos estudiants de la Universitat Stanford, David Filo i Jerry Yang. La tardor d'aquell mateix any tenia ja 100.000 usuaris únics. Veient el potencial de la pàgina, el març de 1995, els creadors van decidir convertir-ho en una empresa. Per fer-ho van buscar finançament entre les empreses de capital de risc del Silicon Valley californià. L'abril de 1995, Sequoia Capital, que havia invertit en empreses com Apple, Atari, Oracle o Cisco Systems, va fer el mateix amb Yahoo. L'abril del 1996, el moment àlgid de la bombolla, va sortir a Borsa obrint amb uns títols a 13 dòlars i tancant, després d'un espectacular augment, a 33. Com va succeir amb la major part de les accions d'Internet, va anar augmentant el seu valor fins a arribar l'any 2000 a 500 dòlars.
1. eBay i Amazon

El 1995 van sorgir eBay i Amazon, dos dels altres gegants d'Internet. eBay va ser fundat per Pierre Omidyar i Amazon per Jeff Bezos, la qual acabaria sent la botiga online més gran del planeta i una de les cinc grans empreses d'Internet per volum de facturació i valor en el mercat.
1. Google

Creat per Larry Page i Sergey Brin, estudiants de la Universitat Stanford, l'any 1998.
1. Napster

Creat l'any 1999 a Boston per l'estudiant universitari Shawn Fanning, Napster va ser el primer servei P2P (peer-to-peer, d'igual a igual) per a l'intercanvi d'arxius a través d'Internet, el qual va aconseguir una enorme popularitat.

## La bombolla explota
El col·lapse de la bombolla va tenir lloc durant l'any 2000 I el 2001, i va començar a produir-se una caiguda de les accions de les empreses tecnològiques i dels preus que es pagaven pels dominis d'Internet. Els motius principals van ser:
- Els inversors van començar a veure que era necessari que els diners invertits es recuperessin en un termini raonable.
- La caiguda va ser inherent al funcionament dels mercats financers: la informació. Les opinions d'alguns economistes i empresaris van acabar per imposar-se fent realitat la profecia que la bombolla algun dia acabaria petant.
- La sobrevaluació de certes accions d'empreses puntcom alimentades amb fins especulatius.

El 14 d'abril del 2000, Nasdaq va iniciar una caiguda salvatge que es prolongaria durant mesos i que deixaria per terra els títols de nombroses empreses i provocaria el trencament de moltes altres. El somni puntcom semblava que hagués arribat a la seva fi, i de la mateixa manera que s'havien construït milers de fortunes durant els anys anteriors, començarien a destruir-se a un ritme encara més accelerat. L'estallida va causar una pèrdua de 5 bilions de dòlars en el mercat de valors, des del març de l'any 2000 fins a l'octubre del 2002. Els atemptats de l'11 de setembre i la destrucció del World Trade Center, va accelerar la caiguda. Algunes companyies com Pets.com van tancar per complet. Altres van perdre una gran proporció de la seva capitalització en el mercat però van romandre estables i profitables com, per exemple, Cisco. Fins i tot, algunes es van recuperar més tard i van sobrepassar els seus guanys, com és el cas d'Amazon.

## Conseqüències
El 50% de les empreses puntcom va sobreviure fins al 2004. Amb això, és segur assumir que els actius perduts en el mercat de valors no estan directament vinculats amb el tancament d'empreses. Es pot concloure que, fins i tot, les empreses que van ser classificades com els "petits actors" eren prou adequades per suportar la destrucció dels mercats financers durant el període 2000-2002. Els programes universitaris de grau relacionats amb la informàtica van veure un descens notable en els nous estudiants.